# 横歩取り
横歩取り（よこふどり、よこふとり、英: Side Pawn Picker, or Side Pawn Capture）は、将棋の代表的な戦法の一つである。15手目に先手が△3四歩（角道を開けるために突き出した、後手から見て左から3列目の歩）を飛車で取ってからの一連の変化を指す。大駒を交換するような激しい急戦となる可能性が高い。アマチュア同士の勝負においては変化に富んだ面白い戦法であるが、一手の過ちがすぐ敗北へ繋がる怖れがあるため、プロ棋士がこの戦法を採用するにあたっては非常に深い研究が必要とされる。そのため、現在では対局開始から詰みまで研究が進んでいる形もある。

## 戦法の歴史
横歩取り戦法の歴史は古く、江戸時代の棋譜でも確認されている。大橋柳雪が著した『平手相懸定跡奥義』が横歩取りについて記した最古の書物であると考えられている。しかし、明治 - 昭和初期にかけては、先手が△3四歩を取るのは悪手と見なされていた。それを示すのが「横歩三年の患い」という格言である。すなわち、たとえ横歩をとって1歩を手にするという実利があっても、陣形を整えるのが遅れるため、先手が指しにくくなるという考え方が支配的だった。
だが、昭和5年ごろからその考え方が変わっていく。木村義雄が通説に挑み、横歩取り2三歩戦法で、横歩を取る形で高い勝率を挙げてから は、先手は横歩を取るのが一般的になった。
また、相がかり戦法においては、5五の位が非常に重視されており、相手の中央位どりに対抗するために横歩をとる戦法がとられ、横歩とられ側が中飛車で速攻をする横歩取り超急戦が流行したが（1947年（昭和22年）の第6期名人戦・第七局の塚田正夫が木村義雄から名人を奪取した一局が有名）、やがて下火となった。
昭和後期となると、後手側の指し方も進歩していく。内藤國雄が横歩取り後手番（主に横歩取り△3三角戦法）を積極的に採用し、その華麗な駒さばきから内藤流空中戦法と称された。米長邦雄・中原誠・谷川浩司といったトップ棋士も横歩取り戦法を好んで採用した。一方で横歩取りを好まない棋士もおり、1990年の王将戦では挑戦者の米長が普段は横歩取りを採用しないタイトル保持者の南芳一を意識して「横歩の取れない男に負けるわけにはいかない」と新聞紙上でコメント。その後の対局で南が横歩取りで応じてきた。
横歩取りが戦法として格段の進歩を遂げたのは1980年代末頃からである。羽生善治・森内俊之・佐藤康光といった、現在の将棋界を支えるいわゆる羽生世代のトップ棋士らの出現に伴い、序盤・中盤の研究が飛躍的に進歩した。その結果、横歩取りのいくつかの形では、横歩をとっても先手が指せるという結論が定まっていった。
1997年、中座真によって初めて披露された横歩取り△8五飛戦法によって、横歩取り戦法は新たな局面へ突入した。後手が五段目に飛車を置くという発想は、従来のあらゆる戦法になかったため、プロ棋士たちが少年期から積み重ねてきた将棋感覚では太刀打ちできず、一時は後手の勝率が7割近くを誇るという異例の事態が起こった。この戦法の研究を重ねた丸山忠久は、1999 - 2000年のA級順位戦の後手全局で△8五飛戦法を採用して名人挑戦権を獲得し、名人戦でも後手番の全戦で同戦法を用いて名人位についた（ただし△8五飛戦法の戦績自体は1勝2敗、先手角換わりが3勝1敗での名人位奪取）。
21世紀に入っても青野照市による5八玉型（青野流）、佐々木勇気による6八玉型（勇気流）など新たな戦法が生み出され、研究が進んでいる。特に青野流が猛威を振るい、後手番のAIの評価が低いこともあり、2020年度はプロ公式戦で横歩取りの採用がほとんどなかった時期があるが、一部のプロ棋士により新たな指し方が見つかり始めている状況で、再流行の兆しがみられる。

## 戦法の概要

### 最初の共通手順（初手から15手まで）
| 9  | 8  | 7  | 6  | 5  | 4  | 3  | 2  | 1  |    |
| 香 | 桂 | 銀 | 金 | 王 |    | 銀 | 桂 | 香 | 一 |
|    |    |    |    |    |    | 金 | 角 |    | 二 |
| 歩 |    | 歩 | 歩 | 歩 | 歩 |    |    | 歩 | 三 |
|    |    |    |    |    |    | 飛 |    |    | 四 |
|    |    |    |    |    |    |    |    |    | 五 |
|    | 飛 | 歩 |    |    |    |    |    |    | 六 |
| 歩 |    |    | 歩 | 歩 | 歩 | 歩 |    | 歩 | 七 |
|    | 角 | 金 |    |    |    |    |    |    | 八 |
| 香 | 桂 | 銀 |    | 玉 | 金 | 銀 | 桂 | 香 | 九 |

▲7六歩△3四歩▲2六歩△8四歩▲2五歩△8五歩▲7八金△3二金▲2四歩△同歩▲同飛までの11手までは横歩取りにおける共通手順である（手順の前後があっても、最終的に11手目の形になれば良い）。ここで後手には△2三歩・△8六歩の選択肢がある。プロの横歩取りではほぼ間違いなく△8六歩であり、ここではその展開を示す。以下▲8六同歩△同飛▲3四飛と移行する（右図）。
（△2三歩の展開は横歩取り△2三歩戦法を参照）
▲3四飛に対して、仮に放置する（△7六飛といきなり横歩を取り返すなど）と、先手には▲2二角成という手があり、△同銀には▲3二飛成、△同金には▲3一飛成で先手が駒得した上に竜を作り、序盤早々にして先手勝勢となる。そのため後手はこの筋を受ける手を指さなければならない。そこで、後手には△8八角成・△3三桂・△3三角などの選択肢がある。

### 相横歩取り戦法
▲3四飛に対して△8八角成▲同銀△7六飛と、後手から角交換して先手の横歩を取る戦法。▲7七銀△7四飛▲同飛といった進行など、飛車角の総交換になるような激しい変化になりやすい選択肢であり、一気に終盤まで進む可能性がある。トップ棋士同士の対局でも、過去にわずか40数手で決着がつくこともあった（例えば、1997年の島朗 - 村山聖戦では、47手で島の勝利）。プロの間でほとんど採用されない戦法だったが、2004年より三浦弘行がA級順位戦などの重要な対局で積極的に採用し勝利を収めており、2005年の名人戦第5戦（羽生善治対森内俊之）でも森内が採用した。
（詳細は相横歩取り戦法を参照）

### 横歩取り△4五角戦法
▲3四飛から△8八角成▲同銀△2八歩▲同銀△4五角と進む。相横歩取り戦法と同様、とりわけ激しい展開になる。かつては、谷川浩司が36手で対戦相手を投了に追い込んだこともあった。現在は研究が進み後手無理筋とされ、プロ棋士の実戦で出現する可能性は低い。
（詳細は横歩取り△4五角戦法を参照）

### 横歩取り△3三桂戦法
第16手目に後手が3三桂とする形。かつては脇謙二・佐藤康光などが多用した戦法。加藤一二三も自身が解説者のときに指され、解説してみると案外と有力な戦法であったため一時期よく使っていた。とりわけ佐藤は1999年に名人戦の第1戦（谷川浩司 - 佐藤康光）でこの戦法を使用し、勝利を収めている。しかしながら、現在はほとんどプロの間で採用されていない。
△3三桂に対して先手には▲3六飛・▲2四飛・▲5八玉などの選択肢がある。▲3六飛と引くと比較的穏やかな展開となる。一見良さそうな▲2四飛は、△4五桂から先手にとって思わしくない筋に入る。現在は▲5八玉が有力な対策とされている。横歩取りの序盤は後手に指し手の選択権があるため、先手側の有力な対策がある△3三桂戦法を好んで採用する理由はなく、△8五飛戦法が出現した後はさらに採用率は下がった。
（詳細は横歩取り△3三桂戦法を参照）

### 横歩取り△3三角戦法
第16手目に後手が3三角とする形。横歩取りの中では比較的穏やかな展開になり、プロ棋士の実戦例でもこの形が一番多く見られる。
△3三角に先手は▲3六飛と飛車を引く手と▲5八玉(青野流)や▲6八玉(勇気流)といった飛車を高い位置のまま駒組みを進める選択肢がある。一例として▲3六飛△8四飛▲2六飛△2二銀▲8七歩などといった展開が挙げられよう。
先後とも中住まいに組むのが普通であるが、中原囲いに組む場合もある。18手目に後手が△8四飛でなく△2二銀と指すのも手である。この場合は次に示す△8五飛戦法へと移行する。
（詳細は横歩取り△3三角戦法を参照）

#### 横歩取り△8五飛戦法
中座飛車ともいう。横歩取り△3三角戦法の派生の１つ。△3三角から▲3六飛△2二銀と、後手が飛車引きを留保するのが従来の戦法との違いである（従来の戦法を「横歩取り△8四飛戦法」と称することもある）。その次に先手が19手目▲8七歩としたとき△8五飛の位置に引くのがこの戦法である。
先手の対策としては、▲8七歩と打たないというものがある（それでも後手が△8五飛とすると、後手が指しにくくなる）。他にもいくつか対策が考えられている。
（詳細は横歩取り△8五飛戦法を参照）

#### 横歩取り5二玉型
横歩取りでは昭和時代には玉を5二(先手では5八)に据える中住まいがの形が多く指されていたが、より優秀な中原囲いの普及やそれと組み合わせた8五飛戦法においては、玉を4一に据えることが多くなってきた。しかし先手に新山崎流という有力な対策が現れ、8五飛戦法は一時衰退していた。
実戦で8五飛戦法に△5二玉の形を組み合わせた形を初めてみせたのは平成13年の内藤國雄であり、またその後桐山清澄が時折見せていたが、流行には至らなかった。
しかし平成22年、松尾歩が独自の工夫を凝らし8五飛戦法を中興した。先手に新山崎流により3筋を攻められた時に、玉が△4一ではなく△5二であれば、一手「早逃げ」していて8五飛戦法側に有利。その後多くの棋士の研究により、大流行に至った（ただし飛車は8五でなく8四に引くのが主流となっている）。
松尾はその後、第20回升田幸三賞を受賞している。この形は後手の3二金が浮き駒(どの駒の利きも利いておらずタダで取られる状態)になっているという弱点もあり、1筋への端攻めに脆弱となっている。2014年6月現在この形は大いに流行しているとされ、公式戦の600局以上で採用されている。

### 横歩取り△4一玉戦法
第16手目に後手が4一玉とする形。飯島栄治が著書「横歩取りハメ手裏定跡」で紹介しているが、昔からある手段。平成元年度に行われた森内俊之対田丸昇戦のNHK杯戦で後手の田丸が採用し勝利したことで知られる。
この手に対して先手は▲2四飛、▲8七歩、▲3六飛の３つの手が考えられている。森内対田丸戦は先手▲2四飛とし、以下△3八歩▲同銀△8八角成▲同銀△3三角▲2一飛成△8八角成▲8七歩△7六飛と進んでいる。▲2四飛に対して△2三歩と打つ手も1940年の塚田正夫対木村義雄戦（第1期昭和番附編成将棋)で指されている。
▲3六飛は1931年の金易二郎対木村義雄戦（第1期昭和番附編成将棋)で指され、「イメージと読みの将棋観」では渡辺明が推奨している手で、△7六飛を防ぎつつ飛車を安定させる意味があり、自身の実戦でも採用して▲3六飛以下は△8四飛に▲3八金とし、△5一金▲5八玉△6二銀▲8七歩△8八角成▲同銀△2二銀▲2六飛以下、勝利しているが、飯島の著書では△8八角成に代えて△2四飛と回る手があり、以下▲2七歩は△8四飛で後手が得をし、▲2八銀であると△2七歩▲同銀に角交換から△5四角があるとしている。

## 相掛かり横歩取り
相掛かりで1980年代半ばに指される塚田スペシャルのように、再度▲2四歩と合わせて横歩を狙う手は以前からあり、1970年代から内藤国雄が先手番で指していた相掛かり▲3六歩-3七桂型をもとに、小林健二が1980年代に駒組を進めてから機を見て横歩取りを狙う『新・急戦相がかり』（将棋世界1983年9月号付録）として戦法化されて後に至っている。ただし 再度▲2四歩と合わせて横歩を狙う手は英春流横歩取らせ型で鈴木英春も指摘しているが、再度の▲2四歩とすることで先後が変わり手損と化している。2018年7月の順位戦C級2組脇謙二vs遠山雄亮戦（相掛かり#戦法の概要参照）でのように△7四歩～3四歩として、▲3六歩ならば△8六歩として後手から先手の横歩を取る構想がみられていったため、先手が▲2四歩としたことで先後同型となるが、先後も入れ代わっている。このため2010年代後半からは相掛かりで先手も7手目すぐに▲2四歩の交換をせずに、▲6八玉や5八玉と様子をみる手が多くなる。
このように様子を見ながら飛車先の歩を切る手を指すようになっていったのは、こうした横歩取りがある程度有力と見られているのも一因である。
| 9  | 8  | 7  | 6  | 5  | 4  | 3  | 2  | 1  |    |
| 香 | 桂 |    | 金 |    |    | 銀 | 桂 | 香 | 一 |
|    |    |    |    |    | 王 | 金 | 角 |    | 二 |
| 歩 |    | 歩 | 銀 | 歩 | 歩 |    | 歩 |    | 三 |
|    | 飛 |    | 歩 |    |    | 歩 | 歩 | 歩 | 四 |
|    |    |    |    |    |    |    |    |    | 五 |
|    |    | 歩 |    |    |    | 歩 | 飛 | 歩 | 六 |
| 歩 | 歩 |    | 歩 | 歩 | 歩 | 桂 |    |    | 七 |
|    | 角 | 金 | 玉 |    |    | 銀 |    |    | 八 |
| 香 | 桂 | 銀 |    |    | 金 |    |    | 香 | 九 |

| 9  | 8  | 7  | 6  | 5  | 4  | 3  | 2  | 1  |    |
| 香 | 桂 |    |    | 王 |    | 銀 | 桂 | 香 | 一 |
|    |    |    |    | 金 |    | 金 | 角 |    | 二 |
| 歩 |    | 歩 | 銀 | 歩 | 歩 |    | 歩 | 歩 | 三 |
|    | 飛 |    | 歩 |    |    | 歩 |    |    | 四 |
|    |    |    |    |    |    | 歩 |    | 歩 | 五 |
|    |    | 歩 |    |    |    |    | 飛 |    | 六 |
| 歩 | 歩 |    | 歩 | 歩 | 歩 | 桂 |    |    | 七 |
|    | 角 | 金 | 玉 |    |    | 銀 |    |    | 八 |
| 香 | 桂 | 銀 |    |    | 金 |    |    | 香 | 九 |

| 9  | 8  | 7  | 6  | 5  | 4  | 3  | 2  | 1  |    |
| 香 | 桂 |    |    |    |    | 銀 | 桂 | 香 | 一 |
|    |    |    |    | 金 | 王 | 金 | 角 |    | 二 |
| 歩 |    | 歩 | 銀 | 歩 | 歩 |    | 歩 | 歩 | 三 |
|    | 飛 |    | 歩 |    |    | 歩 | 歩 |    | 四 |
|    |    |    |    |    |    |    |    | 歩 | 五 |
|    |    | 歩 |    |    |    | 歩 | 飛 |    | 六 |
| 歩 | 歩 |    | 歩 | 歩 | 歩 |    |    |    | 七 |
|    | 角 | 金 | 玉 |    |    | 銀 |    |    | 八 |
| 香 | 桂 | 銀 |    |    | 金 |    | 桂 | 香 | 九 |

小林が参考にした内藤の局面は端歩が▲1五歩-△1三歩型で（図中央）、内藤は▲2四歩からの横歩取りではなく▲3五歩から仕掛けている。そして1四歩の突き捨て、角交換から4五角で、後手の6三の銀と1二の地点を睨んでから飛車を5六に回し、桂馬とともに中央に殺到している。これを参考に小林は後手番で端歩も△9四歩-▲9六歩型でとし、これで△7五歩と内藤同様の攻め方を実施するが、端歩の関係で、角の睨み先の9八地点は後の進行で▲9六飛とする手が利き、失敗となる。これを機に小林は仕掛けを▲2四歩として横歩を取る順に切り替える。
1982年7月15日 オールスター勝ち抜き戦で小林健二はvs. 谷川浩司 戦で試みる。後手谷川の陣形は△1三歩型で、5二金が入っている。先手は桂馬を跳ねずに▲2四歩以下 △同歩 ▲同飛 △6五歩 ▲2五飛 △5四銀 ▲2四歩 △8八角成 ▲同銀 △2二銀 ▲2三角から▲1四歩以下98手で先手快勝。次の1982年7月21日 オールスター勝ち抜き戦のvs. 加藤一二三 戦では、図より △同歩 ▲同飛に △8二飛とし、以下 ▲1五歩 △同歩 ▲1三歩 △2三歩 ▲3四飛 △8八角成 ▲同銀 △3三金 ▲1四飛 △1三香 ▲同飛成 △同桂 ▲1四歩 △2五桂 ▲同桂 △2四金 ▲8三香 と攻めが切れず続いた。その後1982年12月09日 第34期王位戦予選 vs.有吉道夫 戦では後手が△6四歩型でなく7四歩型に構えて、▲2四歩 △同歩 ▲同飛に △7五歩とし、以下 ▲2五飛 △7三桂 ▲1五歩 △同歩 ▲2四歩 △8八角成 ▲同銀 △2二歩 ▲7五飛 △5四飛 ▲8二角とその後も先手が快調な攻めが続いた。一方で1983年01月21日 十段戦予選の vs.南芳一 戦では、▲1六歩-△1三歩型で▲2四歩を決行し以下△同歩 ▲同飛 △8二飛 ▲3四飛とし △2三金 ▲2二角成 △同銀 ▲3五飛 △2四金に新手の▲1五角打ちをみせたが、以下△同金 ▲同歩以降一段落し、再度駒組みが続くことになる。
1990年には前述の 米長邦雄 対 南芳一戦（1月17.18日 王将戦第一局と2月8.9日 同第３局）と4月12.13日 名人戦第一局、中原誠 対 谷川浩司 戦など、タイトル戦でも指されている。
2017年以前には後手番は△6四歩が実戦例の9割以上であったが、前述の小林対有吉戦や脇対遠山戦のように△7四歩など、▲2四歩からの攻めを警戒していろいろな指し方が試されている。
| 9  | 8  | 7  | 6  | 5  | 4  | 3  | 2  | 1  |    |
| 香 | 桂 |    | 金 |    |    | 銀 | 桂 | 香 | 一 |
|    | 飛 | 銀 |    | 王 |    | 金 | 角 |    | 二 |
| 歩 |    | 歩 | 歩 | 歩 | 歩 |    | 歩 | 歩 | 三 |
|    |    |    |    |    |    | 歩 |    |    | 四 |
|    |    |    |    |    |    |    | 歩 |    | 五 |
|    | 歩 | 歩 |    |    |    |    |    |    | 六 |
| 歩 | 歩 |    | 歩 | 歩 | 歩 | 歩 |    | 歩 | 七 |
|    | 角 | 金 | 玉 |    |    | 銀 | 飛 |    | 八 |
| 香 | 桂 | 銀 |    |    | 金 |    | 桂 | 香 | 九 |

| 9  | 8  | 7  | 6  | 5  | 4  | 3  | 2  | 1  |    |
| 香 | 桂 |    | 金 |    |    | 銀 | 桂 | 香 | 一 |
|    |    | 銀 |    | 王 |    | 金 | 角 |    | 二 |
| 歩 |    |    | 歩 | 歩 | 歩 |    | 歩 | 歩 | 三 |
|    | 飛 | 歩 |    |    |    | 歩 | 歩 |    | 四 |
|    |    |    |    |    |    |    |    |    | 五 |
|    |    | 歩 |    |    |    | 歩 | 飛 |    | 六 |
| 歩 | 歩 |    | 歩 | 歩 | 歩 |    |    | 歩 | 七 |
|    | 角 | 金 | 玉 |    |    | 銀 |    |    | 八 |
| 香 | 桂 | 銀 |    |    | 金 |    | 桂 | 香 | 九 |

| 9  | 8  | 7  | 6  | 5  | 4  | 3  | 2  | 1  |    |
| 香 | 桂 |    | 金 | 王 |    | 銀 | 桂 | 香 | 一 |
|    |    | 銀 |    |    |    | 金 | 角 |    | 二 |
|    |    | 歩 | 歩 | 歩 | 歩 | 歩 | 歩 |    | 三 |
| 歩 |    |    |    |    |    |    |    | 歩 | 四 |
|    |    |    |    |    |    |    | 歩 |    | 五 |
| 歩 | 飛 |    |    |    |    | 歩 |    |    | 六 |
|    |    | 歩 | 歩 | 歩 | 歩 | 桂 |    | 歩 | 七 |
|    | 角 | 金 |    | 玉 |    | 銀 | 飛 |    | 八 |
| 香 | 桂 | 銀 |    |    | 金 |    |    | 香 | 九 |

図のように▲7六歩で△7四歩や3四歩には▲2四歩△同歩▲同飛と横歩を狙う手が生じ、また次に▲7七角と飛車先交換を防ぐ手があるので、後手は△8六歩▲同歩△同飛と交換にいき、先手もこれをみて▲2四歩と交換する細かい工夫をし、ダイレクトに横歩取りを狙う手段を警戒した手順である。この横歩取りを狙う戦術は飛車の位置もいろいろ考えられ、玉の位置、端歩の関係と、様々な要素が形勢を分けていく。
2018年12月の朝日杯二次予選、郷田真隆対千田翔太戦のように端歩の交換がなく、図より▲2四歩△同歩▲同飛△7五歩▲2二飛成△同銀▲5五角打と進む。以下△2八歩▲3七桂△2九歩成▲2二角成△同金▲同角成△2八と▲1一馬△3八と▲同金で、△8六歩▲同歩△同飛▲8七歩△7六飛と進行した。△8六歩で△2九飛は▲3九金打△1九飛成▲2八銀から竜を取りにいけるが、もし▲1六歩△1四歩の交換があれば、△1六竜と逃げる手が効く。